# Isochromodes lignicolor
Isochromodes lignicolor là một loài bướm đêm trong họ Geometridae.